# Sender Golovec
Der Sender Golovec ist eine Sendeanlage für Hörfunk in Celje, einer Stadt in Slowenien. Als Antennenträger kommt ein 44 Meter hoher freistehender Stahlfachwerkturm zum Einsatz.

## Frequenzen und Programme

### Analoger Hörfunk (UKW)
| Frequenz (MHz) | Programm       | RDS PS   | RDS PI | Regionalisierung | ERP (kW) | Antennendiagramm rund (ND)/gerichtet (D) | Polarisation horizontal (H)/vertikal (V) |
| -------------- | -------------- | -------- | ------ | ---------------- | -------- | ---------------------------------------- | ---------------------------------------- |
| 88,7           | Radio Center   | _CENTER_ | 9314   | Slovenija        | 0,5      | ND                                       | V                                        |
| 91,1           | Radio SI       | RADIO_SI | 933A   | –                | 0,5      | D (70–310°)                              | V                                        |
| 95,5           | Radio Veseljak | VESELJAK | 9449   | Slovenija        | 1        | ?                                        | V                                        |
| 97,7           | Best FM        | BEST_CE_ | 940C   | Celje            | 0,5      | ?                                        | H                                        |
| 100,3          | Radio Celje    | _CELJE__ | 9413   | –                | 0,5      | D (260–90°)                              | V                                        |
| 102,6          | Moj Radio      | MOJRADIO | 9454   | –                | 0,5      | D                                        | V                                        |